# Ivo Pitanguy
Ivo Hélcio Jardim de Campos Pitanguy (Belo Horizonte, 5 de julho de 1926 - Rio de Janeiro, 6 de agosto de 2016) foi um cirurgião plástico, professor e escritor brasileiro, membro da Academia Nacional de Medicina e da Academia Brasileira de Letras.
Em 2008, New York Magazine se referiu a ele como "o rei da cirurgia plástica". A revista alemã Der Spiegel, uma vez o chamou de "Michelangelo do bisturi". Em seu obituário, The New York Times disse que durante o "século XX, talvez apenas dois brasileiros - Pelé, a estrela do futebol, e Carmen Miranda, atriz e cantora - fossem mais conhecidos internacionalmente" do que Ivo Pitanguy.

## Biografia
Ivo Hélcio Jardim de Campos Pitanguy nasceu em julho de 1926 na cidade de Belo Horizonte, filho da humanista Maria Stael Jardim de Campos Pitanguy e do médico-cirurgião Antônio de Campos Pitanguy. Ivo fez o ginásio em Belo Horizonte, nos colégios Arnaldo e Affonso Arinos. Cursou medicina na Universidade Federal de Minas Gerais até o 4º ano, quando, para servir o Centro de Preparação de Oficiais da Reserva sem interromper os estudos, transferiu-se para a Faculdade de Medicina da Universidade do Brasil, atual Universidade Federal do Rio de Janeiro, que frequentou até concluir o curso, ao mesmo tempo que servia na Cavalaria dos Dragões da Independência.
Por meio de concurso para interno de cirurgia geral, iniciou sua formação cirúrgica no Hospital do Pronto-Socorro do Rio de Janeiro, atual Hospital Souza Aguiar, complementada nos Serviços dos Professores George Grey, Josias de Freitas e Ugo Pinheiro Guimarães. Sentindo que a sua vocação era a cirurgia plástica, inscreveu-se em um concurso organizado pelo Institute of International Education, sendo contemplado com uma bolsa de estudos que o levou a Cincinnati na condição de cirurgião residente do Serviço do Professor John Longacre, no Bethesda Hospital. Posteriormente, foi visiting fellow da Mayo Clinic, em Minnesota, e do Serviço de Cirurgia Plástica do doutor John Marquis Converse, em Nova York.
De volta ao Brasil, foi trabalhar no Hospital do Pronto-Socorro do Rio de Janeiro, onde recebeu o convite do professor Marc Iselin, que visitava o hospital, para ser seu assistant étranger ("assistente estrangeiro") em Paris, onde ficaria por dois anos, período em que visitou os Serviços de Cirurgia Plástica dos Professores C. Dufourmentel e R. Mouly em Paris e do Professor Paul Tessier em Suresnes.
O amadurecimento de sua formação profissional deu-se no Reino Unido, onde, através de uma bolsa de estudos do British Council, frequentou os serviços de Cirurgia Plástica de Sir Harold Gillies, em Londres, Sir Archibald McIndoe, no Queen Victoria Hospital, em East Grinstead, e do Professor Kilner, no Churchill Hospital, em Oxford.
A dificuldade encontrada nesta longa peregrinação por diversos Centros de Cirurgia Plástica o fez compreender a necessidade de transmitir os conhecimentos adquiridos através da criação de uma Escola e ressaltar a importância social da especialidade para a classe médica e a população em geral.
Criou o Serviço de Queimados do Hospital do Pronto-Socorro e o primeiro serviço de cirurgia de mão e de Cirurgia Plástica Reparadora da Santa Casa. O ensino que de forma socrática vinha prestando a seus discípulos, ganhou foro ao conquistar a cátedra de cirurgia plástica da Universidade Católica do Rio de Janeiro e mais tarde a do Instituto de Pós-Graduação Médica Carlos Chagas. Nesta época, com a colaboração dos médicos residentes, pôde tratar de forma abrangente as vítimas do grande incêndio do Gran Circo Norte-Americano em Niterói, acontecimento que despertou a atenção de todos para a real importância social da cirurgia plástica.
A inauguração da Clínica Ivo Pitanguy em 1963 e sua integração com a 38ª Enfermaria da Santa Casa permitiu estruturar a formação profissional e de ensino. A clínica tornou-se um centro de referência nacional e internacional da especialidade, tendo sido frequentada por cerca de 5 000 cirurgiões plásticos, entre Fellows e Visitantes. Sob sua orientação, na Clínica Ivo Pitanguy, na Santa Casa da Misericórdia do Rio de Janeiro e nos Serviços Associados, o curso de três anos de pós-graduação em cirurgia plástica pela Pontifícia Universidade Católica do Rio de Janeiro criado em 1960 já formou 500 cirurgiões plásticos de mais de 40 países.
O Serviço da 38ª Enfermaria da Santa Casa, que atende a população menos favorecida, ressalta a importância social da cirurgia plástica, abolindo, da especialidade, seu caráter elitista. A necessidade da resolução de problemas que foram surgindo deu, a Ivo Pitanguy, a oportunidade de criar inúmeras técnicas para solucioná-los.
O conhecimento e a maturidade permitiram-lhe levar a experiência adquirida para todo Brasil e para várias partes do mundo através de mais de 1 500 conferências, demonstrações cirúrgicas em encontros, seminários, simpósios e congressos internacionais.
Organizou e ministrou inúmeros cursos de Cirurgia Plástica no Brasil e no exterior, destacando-se o 1º Curso de Extensão Universitária em Cirurgia Plástica, da então Universidade do Brasil, ministrado no anfiteatro da Clínica Ivo Pitanguy, unindo a iniciativa privada ao ensino público. Organizou o 1º Curso de Cirurgia da Mão, o 1º Curso de Cirurgia Plástica da Academia Nacional de Medicina; os Cursos da Universidade Camplutense de Madrid; o Curso de Cirurgia Plástica do XXIII World Congress of the International College of Surgeons, Universidade de Harvard e Universidade de Paris, entre outros.

### Morte
Ivo Pitanguy morreu em 6 de agosto de 2016, aos 90 anos, após sofrer uma parada cardíaca em casa. Sua última aparição pública foi no dia anterior à sua morte, carregando a chama olímpica dos Jogos Olímpicos do Rio.

## Academia Nacional de Medicina
Pitanguy foi membro titular da Academia Nacional de Medicina desde 28 de junho de 1973, quando assumiu a cadeira número 67.

## Academia Brasileira de Letras
Ivo foi eleito para a Academia Brasileira de Letras em 11 de outubro de 1990, na sucessão de Luís Viana Filho, e recebido em 24 de setembro de 1991 pelo acadêmico Carlos Chagas Filho. Ocupou a cadeira 22, cujo patrono é José Bonifácio, o Moço.

## Academia Brasileira de Médicos Escritores
Foi membro da Academia Brasileira de Médicos Escritores

### Obras publicadas
Ivo Pitanguy é autor de mais de 900 trabalhos publicados em revistas do Brasil e do Exterior, Revista Brasileira de Cirurgia, Annales de Chirurgie Plastique, Revista Latino-Americana de Cirurgia Plástica, British Journal of Plastic Surgery, Plastic Reconstructive Surgery, Minerva Chirurgia, Acta Chirurgica Plástica, The International Microform Journal of Aesthetic Plastic Surgery, Aesthetic Plastic Surgery, Clinics in Plastic Surgery, Head and Neck Surgery, Ophtalmic Plastic Reconstructive Surgery, Zentralblatt fur Chirurgie.
Ao longo de sua trajetória profissional, teve a oportunidade de divulgar a especialidade na imprensa escrita e televisada do Brasil e de diversos países. São mais de 10 000 programas,[carece de fontes?] entre depoimentos, documentários, vídeos educativos, vídeos científicos, videoconferências: Globo Repórter, Globo Ecologia, Globo Ciência, TVE Memória Nacional, Museu da Imagem e do Som, Premiere - Produção França/USA, Paris Match, Canal 14, CNN, BBC, 60 Minutes, CBS News, Tv e Revista Bloomberg, ABC News, ZDF Alemã, RAI Italiana, Time, Hola, Reader’s Digest, Marie Claire, Manchete, Veja, JB, O Globo, Estado de São Paulo, Vanity Fair, New York Times, Washington Post, Bunte, Folha de S.Paulo, Interview Usa, Tv Alerj (Conselho de Minerva da UFRJ), Dier Spiegel, Cosmopolitan, Newsweek, L'Express, Point de Vue, Revue du Liban, El Mundo, Canadá Broadcast, Taschen, Henne, Jornal do Commercio, International Press Journal, Revista Lux, El Periódico de Catalunya, NTV Nippon, para citar alguns.

#### Entre os seus livros publicados, destacam-se
- Mamaplastias, Rio de Janeiro: Guanabara Koogan, 1976
- Plastische Eingriffe nahe der Ohrmuschel, Stuttgart: Springer Thieme Verlag, 1976
- Aesthetic Surgery of the Head and Body, Heidelberg: Springer Verlag, 1981 - premiado como o melhor livro científico do ano, na Feira Internacional do Livro de Frankfurt
- Plastic Operations of the Auricle, Nova York: Springer Thieme Verlag, 1982
- Les Chemins de la Beauté, Paris: Editions J.C. Lattés, 1983
- El Arte de la Belleza, Barcelona: Ediciones Grijabo, 1984
- Direito à Beleza, Rio de Janeiro: Editora Record, 1984
- Angra dos Reis: Baía dos Reis Magos, São Paulo: Marprint Ind., 1986
- Um jeito de ver o Rio, Projeto Cultura Clínica Ivo Pitanguy, 1991
- Aprendendo com a Vida, São Paulo: Editora Best Seller, 1993
- Atlas da Cirurgia Palpebral, Rio de Janeiro: Colina/Revinter, 1994
- Imparando con La Vita – Milano: Mediamix Edizione Scientifiche, 1996
- Chirurgia Estetica – Strategie preoporeative – Tcheniche cirurgiche. Toronto: UTET,1997; 2 Volumes
- Cirurgia Estética – Estratégia preoperatória – Técnicas Cirúrgias – Cara y Cuerpo: Caracas: Actualidades Médico Odontológicas Latinoamericana, 1999
- Ivo Pitanguy: Arte, Beleza e Corpo. NIGRI, André Luis. Direito e Medicina, um estudo interdisciplinar, Rio de Janeiro, 2007
- Ivo Pitanguy – Aprendiz do Tempo – Histórias Vividas – Rio de Janeiro, 2007
- Ivo Pitanguy – Cartas a um Jovem Cirurgião - Rio de Janeiro, 2009
- Ivo Pitanguy – Viver vale a pena - Rio de Janeiro, 2014

#### Autor e coautor de inúmeros livros
- LONGACRE, J. – Craniofacial Animalies: Pathologenesis and Repair. Filadelfia. J.B.Lippincott, 1968. p. 167.
- MUSTARDÉ, J. C. – Plastic Surgery in Infancy and Childhood. Filadelfia. W.B. Saunders. 1971. p. 332.
- GOLDWYN, R. M. – Plastic and Reconstructive Surgery of the Breast. Boston. Little Brown. 1976. Volume 2. p. 167-179.
- COVERSE, J. M. – Reconstruction Plastic Surgery. 2ª edição. Philadelphia. W.B. Saunders. 1977. p. 3 800. Volume 7.
- GEONGIALE, N. – Aesthetic Breast Surgery. Baltimore. Williams and Welkins. 1983. p. 247.
- HUNGRIA, H. – Otorrinolaringologia. 5. edição. Rio de Janeiro. Koogan, 1984. p. 85
- WALLACE, A. J. – et alii. The Breast: an Atlas of Reconstruction. Baltimore. Williams Welkins, 1984.p. 75-160..
- AVELAR, J. M. – Cirurgia Plástica na Infância. São Paulo. Hipócrates. 1989. Volume 1. p. 41. A Personal Odyssey.
- GOLDWYN, R. – Reduction Mammaplasty. Boston. Little Brown. 1990. p. 95.
- CASTRO, C. C. – Cirurgia de Rejuvenescimento facial. Rio de Janeiro. Medsi, 1998. p. 233-256.
- CASTRO, C. C. – Saúde e Previdência Social desafios para o terceiro milênio. São Paulo. Pearson Education. 2002. p. 269.
- NIGRE, A. L. – Direito e Medicina. Rio de Janeiro. Lumen Iuris. 2007.
- PANFILOV, D. E. – Aesthetic Surgery of the Facial Mosaic. Nova York. Springer. 2007.
- TERINO, E. O. – Three dimensional facial sculping. Nova York. informa Healthcare. 2007.
- RUBIN, J. P., MATARASSO, A. – Aesthetic surgery after massive weight loss. Estados Unidos. Elsevier. 2007

## Títulos honoríficos e prêmios
- Membro titular da Academia Nacional de Medicina
- Membro da Academia Brasileira de Letras
- Patrono da Sociedade Brasileira de Cirurgia Plástica
- Membro do Colégio Brasileiro de Cirurgiões e da Sociedade Brasileira de Cirurgia Plástica
- Membro do Conselho Deliberativo do Instituto Brasileiro de Educação, Ciência e Cultura (Comissão Nacional da Unesco) e de várias associações médicas internacionais
- Philosophiae Doctor Honoris Causa, conferido pela Universidade de Tel Aviv, Israel, (1986)
- Cidadão Honorário do Rio de Janeiro (1976)
- Chancelier des Universités de Paris (1988)
- Membro Honorário da Società Medica di Bologna, vinculada à Universidade de Bologna (1988)
- Prêmio Alfred Jurzykowski da Academia Nacional de Medicina (1987)
- Prêmio para Melhor Livro Científico do Ano (1981) na Feira Internacional do Livro de Frankfurt, pela sua obra Aesthetic Surgery of the Head and Body
- Humanitarian Award, Chicago, Estados Unidos (1984)
- Prêmio Cultura per la Pace, concedido por S.S. o Papa João Paulo II e pela associação Insieme per la Pace, Itália (1989)
- Doutoramento Honoris Causa pela Unirio (2016)